# Абревиатури в българското здравеопазване
Следва списък на абревиатурите (съкращенията) използвани в българското здравеопазване. Съкращенията в сиво са излезли от употреба.
| - АГ Акушерство и гинекология - АПМП Амбулатория за първична медицинска помощ - АПМП-ГП Амбулатория за първична медицинска помощ – групова практика - АПМП-ИП Амбулатория за първична медицинска помощ – индивидуална практика - БАПЗГ Българска асоциация на професионалистите по здравни грижи - БЗС Български зъболекарски съюз - БЛС Български лекарски съюз - БФС Български фармацевтичен съюз - БЧК Български червен кръст - ВМА Военномедицинска академия - ДКЦ Диагностично-консултативен център - ДМСГД Дом за медико-социални грижи за деца - ЗЗО Закон за здравното осигуряване - ЗЗОЛ Задължително здравно осигурено лице - ЗКНВП Закон за контрол върху наркотичните вещества и прекурсорите - ЗЛЗ Закон за лечебните заведения - ЗЛПХМ Закон за лекарствените продукти в хуманната медицина - ЗБУТ Здравословни и безопасни условия на труд - ИАЛ Изпълнителна агенция по лекарствата - ИЛЧГ Институт за лечение на чужди граждани - МБАЛ Многопрофилна болница за активно лечение - МБАЛНП Многопрофилна болница за активно лечение по неврология и психиатрия - МББАЛ Многопрофилна болнична база за активно лечение - МДОЗС Междуобластен диспансер за онкологични заболявания със стационар - МЗ Министерство на здравеопазването - МЦ Медицински център - НЕЛК Национална експертна лекарска комисия - НЗОК Национална здравноосигурителна каса - НКБ Национална кардиологична болница - НМТБ Национална многопрофилна транспортна болница - НСБФТР Национална специализирана болница за физикална терапия и рехабилитация - НЦЗИ Национален център по здравна информация - НЦЗПБ Национален център по заразни и паразитни болести - НЦОЗА Национален център по обществено здраве и анализи - НЦООЗ Национален център по опазване на общественото здраве – наследен от НЦОЗА - НЦХМЕХ Национален център по хигиена, медицинска екология и хранене - ОАРИЛ Отделение по анестезиология, реанимация и интензивно лечение - ОАИЛ Отделение по анестезиология и интензивно лечение - ОДОЗС Областен диспансер за онкологични заболявания със стационар - ОДКВЗС Областен диспансер за кожно-венерологични заболявания със стационар - ОДПЗС Областен диспансер за психиатрични заболявания със стационар - ОДПФЗС Областен диспансер за пневмо-фтизиатрични заболявания със стационар - ПИМП Първична извънболнична медицинска помощ | - РЗОК Районна здравноосигурителна каса - РИОКОЗ Регионална инспекция за опазване и контрол на общественото здраве - РЦЗ Районен център по здравеопазване - РЗИ Регионална здравна инспекция - РИО Регионален инспекторат по образование - САГБАЛ Специализирана акушеро-гинекологична болница за активно лечение - СБАЛ Специализирана болница за активно лечение - СБАЛАГ Специализирана болница за активно лечение по акушерство и гинекология - СБАЛББ Специализирана болница за активно лечение по белодробни болести - СБАЛДБ Специализирана болница за активно лечение по детски болести - СБАЛДОХЗ Специализирана болница за активно лечение на деца с онкохематологични заболявания - СБАЛЕНГ Специализирана болница за активно лечение по ендокринология, нефрология и геронтология - СБАЛИПБ Специализирана болница за активно лечение на инфекциозни и паразитни болести - СБАЛЛЧГ Специализирана болница за активно лечение по лицево-челюстна хирургия - СБАЛНП Специализирана болница за активно лечение по неврология и психиатрия - СБАЛО Специализирана болница за активно лечение по онкология - СБАЛОБ Специализирана болница за активно лечение по очни болести - СБАЛОТ Специализирана болница за активно лечение по ортопедия и травматология - СБАЛССЗ Специализирана болница за активно лечение на сърдечно-съдови заболявания - СБАЛТОСМ Специализирана болница за активно лечение по травматология, ортопедия и спортна медицина - СБВБДПЛ Специализирана болница по вътрешни болести за долекуване и продължително лечение - СБДПЛ Специализирана болница за долекуване и продължително лечение - СБДПЛР Специализирана болница за долекуване, продължително лечение и рехабилитация - СБДПЛРДЦП Специализирана болница за долекуване, продължително лечение и рехабилитация на деца с церебрална парализа - СБОБАЛ Специализирана болница по очни болести за активно лечение - СБР Специализирана болница за рехабилитация - СБРССЗ Специализирана болница за рехабилитация на сърдечно-съдови заболявания - СЗО Световна здравна организация - СИМП Специализирана извънболнична медицинска помощ - СОБАЛ Специализирана очна болница за активно лечение - СХБАЛ Специализирана хирургична болница за активно лечение - ТЕЛК Териториална експертна лекарска комисия - УМБАЛ Университетска многопрофилна болница за активно лечение - УМБАЛСМ Университетска многопрофилна болница за активно лечение и спешна медицина - УНГ Уши, нос и гърло - УСБАЛ Университетска специализирана болница за активно лечение - УСБАЛЕ Университетска специализирана болница за активно лечение по ендокринология - УСБАЛЛЧГ Университетска специализирана болница за активно лечение по лицево-челюстна хирургия - ХЕИ Хигиенно-епидемиологична инспекция, наследена от РИОКОЗ, впоследствие от РЗИ - ЦПИ Център за психологически изследвания - ЦСМП Център за спешна медицинска помощ |